# Тайнген
Тайнген (нем. Thayngen) — коммуна в Швейцарии, в кантоне Шаффхаузен.
Официальный код — 2920.

## История
В 2007 году население составляло 4160 человек.
1 января 2009 года в состав коммуны Тайнген вошли бывшие коммуны Альтдорф, Биберн, Хофен и Опфертсхофен.
На 31 декабря 2019 года население составляло 5547 человек.